# インスタマチック
インスタマチック（英語: Instamatic）は、イーストマン・コダックによるフィルムの規格、また、それを採用した写真フィルムとカメラである。それまでのロールフィルムと異なり、フィルムが専用カートリッジに収めてあるためフィルムの装填が容易である。126フィルムを使う狭義のインスタマチックと、その後継である110フィルムを使うポケットインスタマチックがあり、この項では両者について述べる。

## 概要
インスタマチック登場前のロールフィルムは装填の際「フィルムの先を巻き上げスプールに巻き付ける」「巻き上げ機構を作動させて巻き上げていることを確認する」「裏蓋を閉めて巻き上げる」という動作が必要だった。また135フィルムは撮影が終わると巻き戻しが必要である。巻き上げていないのに気がつかず撮影しても当然何も写らないし、フィルム交換に時間が掛かる。120フィルム（ブローニーフィルム）や127フィルム（ベストフィルム）はフィルムの裏面に遮光紙を重ね合わせ巻き軸に巻いただけのもので、手から落とせばフィルムは露光して撮影した写真が台無しになる可能性もある。
そこでコダックは、説明書を熟読したりコツを掴むことなく誰でもフィルムの装填が可能となるようにロールフィルムを専用のカートリッジに装填して販売し、それをそのままカメラに収めて使うシステムを考案した。フィルムに裏紙を巻いた状態でカートリッジに収めてあり、裏紙に書かれたコマ数をカートリッジ後部の小穴から読み取る。また送り側も含んだカートリッジとなっているため巻き戻しも不要である。多少フィルムが高価となるが、カメラから巻上げ機構の一部や、さらにフィルムカウンターを省略することも可能で簡単な構造となって安価に製造できるため、トータルでのコスト差を小さくすることが見込める。

## インスタマチック

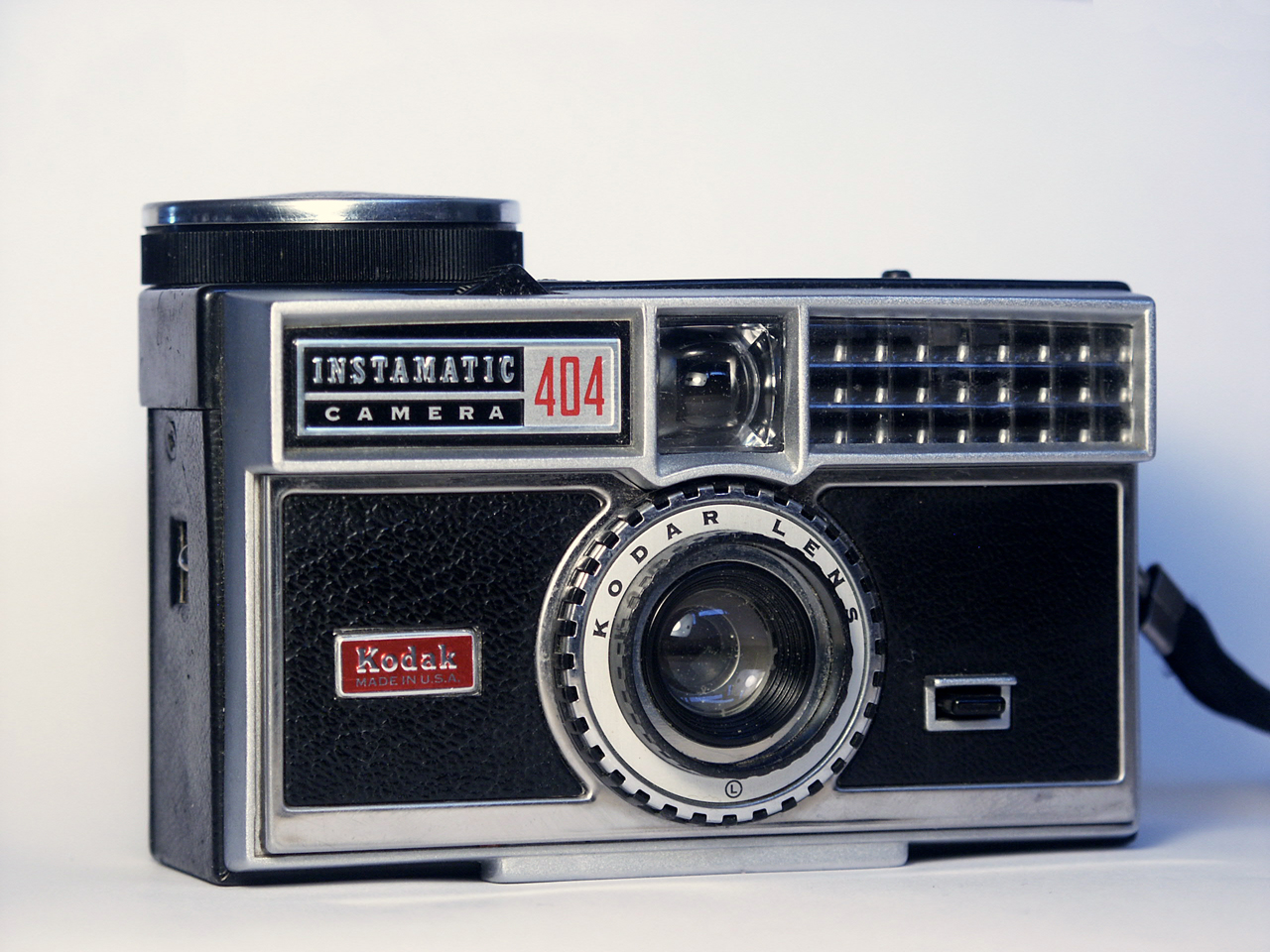
コダックインスタマチック404

1963年発表。フレームサイズは26×26mm。つまりフィルムの幅は35mmフィルムと大差ないサイズだが、フレームは正方形である。当時はまだ二眼レフカメラが一般的で、それまで6×6cm判（フレームサイズは56×56mm）や4×4cm判を使っていた人々が違和感なく移行できるように、またカメラの小型化を狙って正方形を採用したと思われる。コダックはこの規格の普及を目指し他のメーカーにも採用を勧めたため、欧米やアジアのメーカーによるフィルムやカメラが数多く存在した。多くは固定焦点や固定シャッタースピードで樹脂製ボディの簡易なカメラだが、ドイツコダックのコダックインスタマチックレフレックスはいわゆるデッケルマウントを採用した一眼レフカメラである。
日本では1964年6月にコダックから発売され、1970年代にかけては他のメーカーから発売された。ターゲットは小・中学生などの若年層や高齢者で手軽な撮影に用いることを想定していた。後述するポケットインスタマチックの登場や135フィルムカメラの価格低下などで、1980年代には僅かにトイカメラが発売されたのみであった。
使用されるフィルムは126フィルムで、コダックが1999年に製造を中止後、イタリアのフェッラーニアが最近まで製造していたが、現在は生産を終了している。このため現在、愛好家達は使用済みフィルムのカートリッジに、裏紙付きの120フィルムなどを裁断・巻き直しして自作し、撮影に使っている。

## ポケットインスタマチック

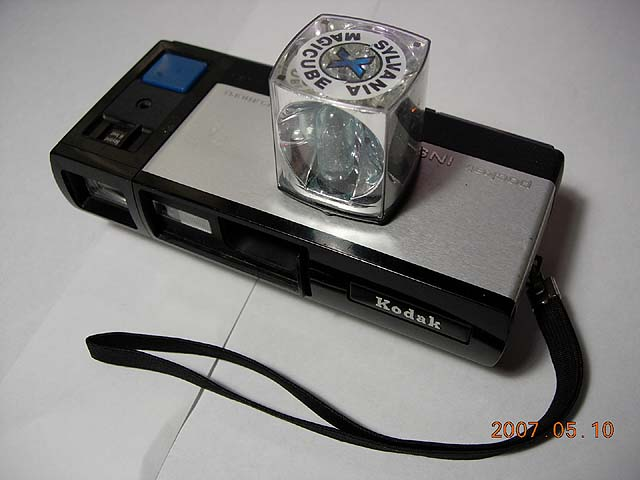
コダックポケットインスタマチック40にシルバニアのマジキューブを装着

1971年、インスタマチックと入れ替わるように発表されたもので、使用されるフィルムは110フィルムで、カメラとしては110カメラ、ワンテン、ポケットカメラなどと呼ばれる。インスタマチックからさらに小型化を狙いフレームサイズは13×17mmで、実際大多数のカメラがポケットに収まるサイズを実現できた。1970年代に入るとライカ判カメラが普及しており、またミニラボなどによるプリンタの自動化も進み、市販されている長方形の印画紙との整合性から長方形画面を採用したと思われる。インスタマチックの時と同様コダックの呼びかけに多数のメーカーが参入し、主に気軽な携帯用、スナップ用として1970年代から1980年代にかけて普及した。カメラの構造（特にフィルム送給機構とそれに連動するシャッター）を簡素化できたことも大きな魅力となり、流通の大きな要因ともなっている。
カメラには、コダックと同様の横長の製品が多いが、在来のカメラをそのまま縮小したような形状で交換レンズやワインダーが用意されたシステム一眼レフカメラである旭光学auto110や、ズームレンズ内蔵一眼レフであるミノルタ110ZOOM SLRシリーズ、「ラジカメ」と銘打ってAMラジオを内蔵した松下電器産業/ウエスト電気のC-R1のように、様々なバリエーションの製品も登場した。
一時広く普及したが、フィルムの小型化とこの時期に流行した高感度化が画質の低下を招き、一方では135フィルムカメラの内部機構が改良されフィルム装填や巻き上げが容易になり、さらに機能面で差の小さいレンズ付きフィルムが登場するなどの要因もあってその人気は1990年代以降急速に下火となった。一部の愛好家によってその後も辛うじて支えられてきたがデジタルカメラの普及で写真フィルム全体の流通量が減少した影響もあって、自社ブランドの他に各種OEM供給を行ってきたイタリアのフェッラーニアが2008年に製造を終了し、コダックも2008年9月4日に原材料の価格上昇ならびに需要の低下を理由に製造終了を発表。富士フイルムは製造体制の維持が困難になったことを理由に110フィルムの製造販売を2009年9月に終了したことで、一般向けのフィルム製造はいったん全て終了。110フィルム対応のトイカメラも、フィルムの出荷終了に伴い、次第に市場から姿を消していった。その後、ロモグラフィーからモノクロフィルムが発売されたが、新製品のカメラは以前のストック以外まず入手できない状態にある。

## 注記
1. ↑  世相風俗観察会『現代世相風俗史年表：1945-2008』河出書房新社、2009年3月、125頁。ISBN 9784309225043。
2. ↑  高感度フィルムの画質が劣ることに加え、フィルム感度の違いに対応できないカメラが多かったことがこの問題を更に大きくした。
3. ↑  こちらはDXコードの開発によってフィルム感度設定の問題を解消している。
4. ↑  レンズ付きフィルムの嚆矢である富士フイルムの写ルンですは、ごく初期の製品で110フィルムを使用していた。